# بيني دياز
بيني دياز (بالإنجليزية: Benny Díaz) هو لاعب كرة قدم أمريكي، ولد في 15 ديسمبر 1998 في كاليفورنيا في الولايات المتحدة.